# یورا گوزن
یورا گوزن (به ژاپنی: 由良御前 ゆらごぜん) یا یورا هیمه ; تولد نامشخص - مرگ ۱۱۵۹ میلادی. یک زن در اواخر دوره هی‌آن، دختر فوجیوارا نو سوئه‌نوری،  همسر اصلی میناموتو نو یوشیتومو و مادر میناموتو نو یوریتومو  اهل ژاپن بود. او نه ماه قبل از شورش هیجی (وقوع ۱۱۶۰ میلادی) درگذشت.